# Kaple svatého Jana Křtitele (Lhota u Nahořan)
Kaple svatého Jana Křtitele, někdy uváděná jako filiální kostel, je římskokatolická kaple ve Lhotě u Nahořan, která je části obce Nahořany. Patří do děkanství Nové Město nad Metují. Vlastníkem kaple je obec Nahořany.

## Historie
Kaple z roku 1932 stála před vybudování vodní nádrže Rozkoš na místní kopci zvaném Lysák u hřbitova z roku 1923. Po vybudování přehrady je na jejím břehu a dominuje při pohledu před hladinu nádrže z protějšího břehu. Postavena byla z odkazu Jana Voborníka zvaného pro svůj odpor vůči pruskému nepříteli „Jenerál“, místního rodáka a mlynáře v Novém Městě nad Metují, a za spolupráce a přispění občanů Lhoty a Doubravice.

## Architektura
Jednoduchá jednolodní stavba s čtyřhranným kněžištěm. Štítové zdi mají předsazenou čtyřbokou věž nad hlavním vstupem.

## Interiér
Na oltáři je výjev Křtu Páně, po stranách porty sochy Panny Marie a Krista.

## Bohoslužby
Pravidelné bohoslužby se v kapli nekonají. V květnu v 19.15 se koná májová pobožnost, dále se konají poutní a posvícenská mše.